# Poder elegir
«Poder elegir» es la última canción del álbum La cultura de la basura (1987) del grupo chileno Los Prisioneros. Es la canción en estudio más larga grabada por la banda, con 8 minutos de duración.
La banda estadounidense de punk rock Downtown Boys hizo un cover de la canción en su álbum Full Communism (2015).

## Canción
La temática de la canción radica principalmente en tomar acción ante el conformismo de gran parte del pueblo chileno hacia la dictadura militar encabezada por Augusto Pinochet. Además, trata de concientizar acerca de los asesinatos cometidos por el régimen, que muchos chilenos no conocerían sino hasta el retorno de la democracia, con la aparición del Informe Rettig en 1991.